# Brád András
Brád András (Sarkad, 1940. február 10. – Zalaegerszeg, 1991. július 6.) Munkácsy Mihály-díjas magyar divattervező, iparművész.

## Életpálya
Sarkadon született 1940-ben. A Magyar Iparművészeti Főiskola divattervező szakán diplomázott 1964-ben. Mestere: Balogh Rozália volt. Főiskolásként társadalmi ösztöndíjat kapott a Zalaegerszegi Ruhagyártól (ZAKÓ), melynek 1964-től tervező iparművésze. Férfidivat-tervezőként leginkább konfekciókat tervezett, de női- és gyermekruhaterveket is készített. 1967 és 1970 között óraadó tanár az Iparművészeti Főiskolán. 1973-tól a Magyar Divat Intézet számára tervezett alkalmi ruhákat, 1976-tól az Ez a Divat újság rovatvezetője volt (Ádám című rovat). Divattervezés mellett illusztrációkat, alkalmazott grafikákat is készített. Tervezői munkái között szerepeltek a Malév-alkalmazottak, továbbá az olimpiai csapat számára tervezett egyenruhák. Munkásságáért 1981-ben Munkácsy-díjat kapott. Zalaegerszegen hunyt el 1991-ben. Hagyatékából Brád-divatrajzok, plakátok, meghívók a zalaegerszegi Göcseji Múzeum iparművészeti gyűjteményét gazdagítják.

## Díjak, elismerések
- nemzetközi díjak
- Arany gyűszű-díj (háromszoros)
- A Könnyűipar Kiváló Dolgozója
- A Zalaegerszegi Ruhagyár Kiváló Dolgozója
- Munkácsy Mihály-díj (1981)
- Zala Megyei Alkotói-díj (1982)

## Kiállítások
- Budapesti Nemzetközi Vásár (csoportos)
- London (csoportos)
- Köln (csoportos)

Önálló kiállítások:
- Zalaegerszeg (Hevesi Sándor Színház aula, 1985)
- Budapest (1986)

## Emlékezete
Tiszteletére rendezett emlékkiállítás:
- Brád András iparművész kamara-kiállítása  (Munkácsy Mihály Emlékház, Békéscsaba 2008.09.04.- 2008.10.16.

## Publikációiból
- Ez a Divat (havilapok)
- Ez a Divat Évkönyvek
- Ádám